# Il dolce corpo di Deborah
Il dolce corpo di Deborah è un film del 1968 diretto da Romolo Guerrieri.

## Trama
In un viaggio di nozze verso Ginevra, due giovani sposi, Deborah e Marcel, sono turbati da un vecchio episodio che riguarda la vita di lui. Marcel incontra un suo vecchio amico, Philip, che gli rinfaccia che la sua ex-fidanzata Susan si sia suicidata per causa di Marcel. Per la giovane coppia iniziano gli scrupoli di coscienza e vedono ovunque minacce di vendetta reali o fittizie, che causano continui turbamenti, tanto che Deborah cerca pace nei barbiturici tanto da rischiare la vita, ma viene salvata da un giovane pittore che abita vicino. Una notte Philip arriva a entrare nella camera da letto di Deborah per cercare di ucciderla ma Marcel interviene e uccide l'ex amico e lo seppellisce in giardino.
La soluzione, però, è ben lontana perché una mattina, mentre Marcel è via, a Deborah sembra di intravedere Susan con Philip per cui sviene per la forte emozione. Approfittando del suo stato di incoscienza, le vengono tagliate le vene ai polsi dai due complici. Si scopre così che Susan e Philip sono d'accordo con Marcel perché vogliono incassare una ricca assicurazione sulla vita che ha Deborah.
Quando Marcel torna a casa, però, non trova il corpo di Deborah ma quello del giovane pittore che aveva salvato Deborah dal suicidio. Marcel, quindi, comprendendo di essere caduto in un tranello, non riesce a difendersi dal tragico finale.
Deborah e il giovane pittore se ne vanno incassando a loro volta il denaro dell'assicurazione della morte di Marcel.

## Produzione
Le riprese sono state girate a Ginevra (Svizzera), a Nizza (Francia) e all'Olgiata (RM); gli interni sono stati realizzati presso gli studi della Incir De Paolis a Roma.

## Distribuzione
Il film venne distribuito nelle sale cinematografiche italiane dalla Variety Film Production il 20 marzo 1968.
Venne trasmesso in televisione per la prima volta da Rete 4 il 24 maggio 2019.